# Nationale Signals Intelligence Organisatie

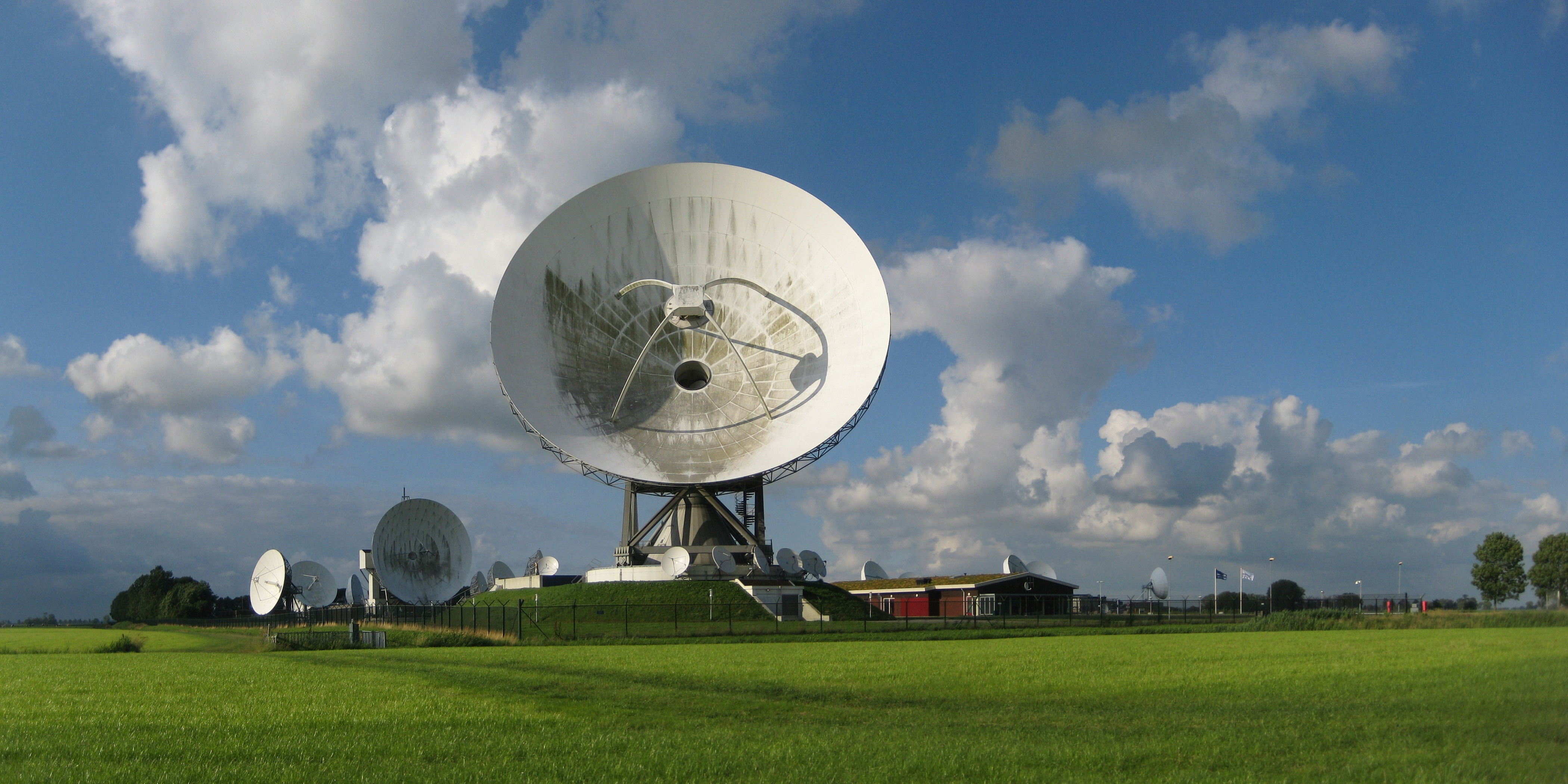
Het NSO-grondstation op It Greate Ear bij Burum (2012)

De Nationale Signals Intelligence Organisatie (NSO), verkort tot Nationale Sigint Organisatie, was een Nederlandse organisatie die radio-  en satellietcommunicatie afluisterde ten behoeve van de AIVD en de MIVD. Hiertoe beschikte de NSO over een grondstation voor satellietverkeer in Burum en een radio-afluisterpost in Eibergen. De NSO is opgericht in 2003 en werd op 1 juni 2007 volledig operationeel. Per 15 juni 2014 is de NSO opgegaan in de nieuwe Joint Sigint Cyber Unit (JSCU). 

## Oprichting
De NSO is ontstaan als uitvloeisel van de aanslagen op 11 september 2001. Die gebeurtenis vormde voor de Nederlandse regering aanleiding voor het opstellen van het Actieplan Terrorismebestrijding en Veiligheid, waarin werd besloten tot het uitbreiden en concentreren van de afluistercapaciteit voor satellietcommunicatie. 
Begin 2003 werd besloten om hier een nieuwe organisatie voor op te richten: de Nationale Sigint Organisatie (NSO), waarbij Sigint staat voor signals intelligence, dat wil zeggen inlichtingen uit elektronische communicatie, wat oorspronkelijk in het Nederlands verbindingsinlichtingen werden genoemd. 
Omdat de onderschepte informatie vooral ook interessant was voor de AIVD tekenden de AIVD en de MIVD op 26 september 2003 een convenant voor de uitbreiding van de satellietinterceptiecapaciteit ten behoeve van beide diensten. Vervolgens geschiedde de oprichting van de NSO in twee fases:
- In de eerste fase werd het aantal satellietschotels van de NSO aanzienlijk uitgebreid door het satellietgrondstation in 2006/2007 van Zoutkamp naar Burum te verplaatsen, waarna de eerstgenoemde locatie per 1 januari 2008 gesloten werd.

- In de tweede fase werd de NSO uitgebreid met de interceptie van hoogfrequent (HF) radioverkeer en signaal- en trafficanalyse (SA/TA) die in Eibergen plaatsvindt. Tevens werden de sigint-detachementen aan de NSO toegevoegd.[1]

De oprichtingsfase van de NSO was daarmee op 26 mei 2007 afgerond en per 1 juni 2007 ging de nieuwe organisatie officieel van start.
Hiermee kregen de Nederlandse diensten meer eigen mogelijkheden voor het onderscheppen van communicatie. De op deze wijze verkregen gegevens konden bovendien interessant zijn voor bevriende buitenlandse inlichtingendiensten en dan onder het motto "voor wat hoort wat" geruild worden tegen informatie die voor Nederland interessant was. Dit is een in de inlichtingenwereld gebruikelijke en veelvoorkomende handelwijze.

## Organisatie
De NSO werd in eerste instantie opgebouwd uit onderdelen van de Afdeling Verbindingsinlichtingen (AVI) van de MIVD. Om doelmatiger en effectiever te kunnen werken was het de bedoeling dat de NSO een zelfstandige dienst zou worden. Aangezien de minister van Defensie niet op eigen houtje een nieuwe geheime dienst mag oprichten, werd de NSO voorlopig ondergebracht bij de MIVD, totdat de Wet op de inlichtingen- en veiligheidsdiensten 2002 (Wiv) zou worden aangepast. Dat is echter nooit gebeurd.
Logistiek vormde de NSO een onderdeel van de MIVD, maar ze werd aangestuurd door de gezamenlijke Commissie Gezagsmatige Aansturing (CGA), bestaande uit de directeur van de MIVD en het hoofd van de AIVD. Afspraken over de samenwerking in de NSO waren vastgelegd in een convenant tussen beide diensten. In 2007 werkten er 120 mensen bij de NSO.
De organisatie werd geleid door het Hoofd NSO, afkomstig van de MIVD, en bestond uit de volgende onderdelen:
- Een stafbureau, geleid door het plaatsvervangend hoofd van de NSO die afkomstig was van de AIVD.[1]
- Bureau Satelliet (BSAT) voor de interceptie van satellietverkeer.
- Bureau Radio (BRAD) voor de interceptie van radioverkeer en deelname aan de sigint-detachementen die met buitenlandse missies meegaan. Voor dat laatste werd ook gezocht naar mogelijkheden voor remote control van interceptie-apparatuur.
- Bureau Technische Ondersteuning Interceptie (BTOI), waarvoor in juni 2007 de afdelingen ICT en Signaal Analyse waren samengevoegd.[3]

De voorbewerking van de onderschepte data, dat wil zeggen het leesbaar maken ervan, bleven AIVD en MIVD zelf doen. De MIVD beschikte hiervoor over een eigen expertise op het gebied van linguïstiek, cryptografie, signaalonderzoek, inhoudsanalyse, technische analyse en technische ondersteuning. Gegevens werden echter ook in min of meer ruwe vorm aangeleverd aan de AIVD.
Ook de uiteindelijke analyse van de opgevangen informatie van de afluisterstations werd door MIVD en AIVD afzonderlijk gedaan. Bij de MIVD gebeurde dat aanvankellijk door het in 1998 opgerichte Strategisch Verbindingsinlichtingen Centrum (SVIC), dat gevestigd was op het terrein van het Marine Etablissement Amsterdam op Kattenburg. In maart 2004 verhuisde het SVIC naar het hoofdkwartier van de MIVD op de Frederikkazerne in Den Haag. 

## Afluisterstations
Voor het onderscheppen van draadloze communicatie beschikte de NSO over twee afluisterstations: Burum voor interceptie van satellietverkeer en Eibergen voor interceptie van hoogfrequent radioverkeer. Een ander radio-afluisterstation was sinds 1962 gevestigd in Eemnes, maar dat werd in 2005 gesloten en naar Eibergen verplaatst. De NSO beschikte ook over personeel en/of materieel op locaties in het buitenland.

### Burum
Het afluisterstation voor satellietverkeer was gelegen in Burum (gemeente Kollumerland c.a.) in Friesland en werd op 6 september 2005 operationeel. Dit grondstation was de opvolger van het voormalige grondstation in Zoutkamp in Noord-Groningen, waar sinds eind jaren 70 twee schotelantennes stonden voor het onderscheppen van internationale telefoongesprekken die via de commerciële Intelsat-satellieten verlopen. Na bezwaren van omwonenden besloot Defensie dit Satelliet Grondstation Zoutkamp (SGS Zoutkamp) niet verder uit te breiden en werd het uiteindelijk per 1 januari 2008 buiten gebruik gesteld. 
Ondertussen was in 2005 begonnen met de bouw van een nieuw en tevens groter grondstation in Burum (officiële naam: Satelliet Grondstation Burum, afgekort: SGS NSO). Op de zuidoosthoek van het Stratos-terrein, bijgenaamd It Greate Ear nam de NSO twee bestaande satellietschotels van 18 meter doorsnee over en bouwde daarnaast nog negen kleinere schotels van 11 meter doorsnee en vier zogeheten 'wafelijzers' met een doorsnee van 4 meter. Zeven schotels onderscheppen communicatie via Intelsat-satellieten en acht de communicatie via satellieten van Inmarsat. 
Dit nieuwe grondstation werd vanaf eind 2006 gefaseerd in gebruik genomen. De bediening van het grondstation gebeurde sinds 2005 vanuit een tijdelijk gebouw waar naast het hoofd SGS NSO nog zes personen werkten, namelijk twee satcom engineers, een satcom specialist, twee operators en een ICT-beheerder. Op 7 mei 2008 werd de eerste steen voor een nieuw, permanent bedieningsgebouw gelegd dat in december van dat jaar klaar moest zijn voor gebruik door het Bureau Satellietinterceptie van de NSO.

### Eibergen
Een tweede afluisterstation van de NSO bevond zich op de militaire basis Kamp Holterhoek in de plaats Eibergen in de Achterhoek, waar sinds 1967 door het 898 Verbindingsbataljon radioverkeer uit het voormalige Oostblok werd afgeluisterd. In 1998 ging dit bataljon samen met de 1e Luchtmacht Verbindingsgroep uit Alphen en het in Eemnes gevestigde onderdeel van het Technisch Informatieverwerkings Centrum (TIVC) van marine op in het nieuwe Operationeel Verbindings-Inlichtingen Centrum (OVIC), dat in Eibergen gevestigd werd.
In 1997 startte het project Rood (voor "Radio Ontvangst Omni Directioneel") ter modernisering van de radio-antennes, destijds bestaande uit twee masten van elk 60 meter hoog op het antenneveld aan de Noachweg. Aanvankelijk wilde Defensie op een terrein nabij Kamp Holterhoek drie masten van 95 meter en drie andere van 75 meter hoog plaatsen met daartussen in koepelvorm gespannen antennedraden. Daarvoor zouden enkele boerderijen moeten worden gesloopt en het plan leidde dan ook tot protesten van bewoners. Tot opluchting van de omwonenden bleek in 2003 dat volstaan kon worden met vier cirkels van elk 12 sprietantennes van 15 meter hoog.
In december 2007 werd begonnen met de bouw van een ondergrondse ruimte voor de technische apparatuur en in 2008 werd het contract getekend met het Britse bedrijf Roke Manor Research Ltd. voor de bouw van een "rondom ontvangend antennesysteem" bestaande uit 52 antennes van elk 6 meter hoog, dat begin 2011 gereed zou moeten zijn. Met deze antennes, geplaatst in vier concentrische cirkels, kan hoogfrequent (HF) radioverkeer zowel in het horizontale als in het verticale vlak worden onderschept, alsmede op geavanceerde wijze direction finding worden uitgevoerd.
Eibergen was destijds de eerste plek ter wereld waar zich een dergelijk zeer gevoelig antennessysteem bevond. Hiermee kon de NSO de communicatie van bijvoorbeeld militaire regimes overal ter wereld in de gaten houden. Naar verluidt werken er in Verwervingscentrum Eibergen (VC Eibergen) vele tientallen specialisten, die zich vooral bezighouden met het interpreteren van de afgeluisterde informatie.

## Taken
De drie hoofdtaken van de NSO waren: 
- Het onderscheppen van gegevens uit draadloze telecommunicatie
- Onderzoek doen gericht op innovatie en continuïteit van de interceptie
- In stand houden en op verzoek beschikbaar stellen van sigintdetachementen, zowel personeel als materieel

De NSO verleende technische ondersteuning aan de AIVD en de MIVD om hen in staat te stellen hun bijzondere bevoegdheden met betrekking tot onderschepping van niet-kabelgebonden telecommunicatie zo efficiënt mogelijk uit te oefenen. Daarnaast was ook het zogeheten searchen van belang, dat wil zeggen het verkennen van de etherfrequenties ter voorbereiding op toekomstige aandachtsgebieden van de diensten.
Op basis van art. 26 van de Wet op de inlichtingen- en veiligheidsdiensten 2002 waren beide diensten namelijk bevoegd tot het ontvangen en opnemen van "niet-kabelgebonden telecommunicatie die zijn oorsprong of bestemming in andere landen heeft". Hiervoor was geen toestemming van de betrokken minister vereist. Op grond van art. 27 mochten deze gegevens doorzocht worden aan de hand van namen, nummers en trefwoorden. Daarvoor was echter wel toestemming van de betrokken minister vereist en deze kon voor telkens 3 maanden worden verleend. Het met toestemming mogen doorzoeken gold eveneens voor niet-kabelgebonden communicatie waarbij verzender en ontvanger zich in Nederland bevinden.

## Activiteiten

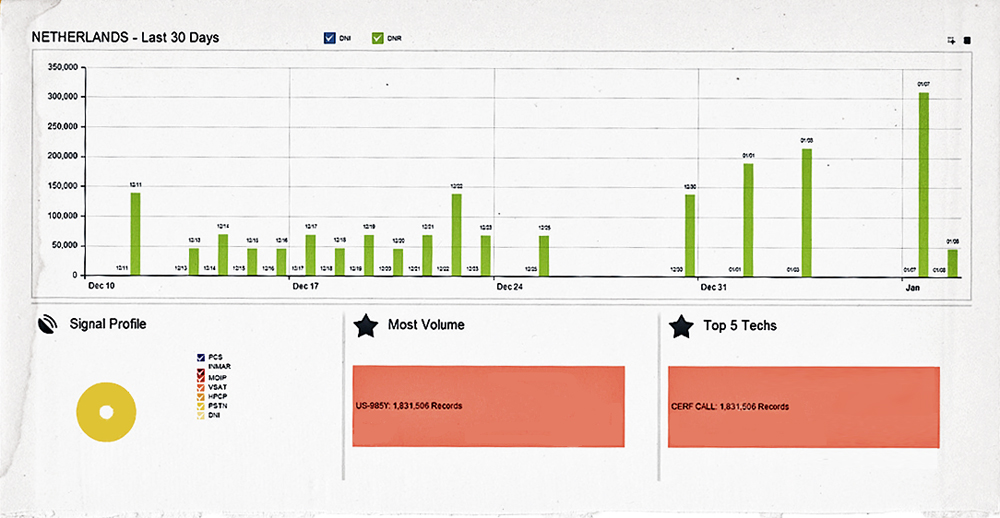
Grafiek uit het NSA-programma BOUNDLESSINFORMANT met daarin de 1,8 miljoen metadata die Nederland verzameld en met de NSA gedeeld heeft

De afluistercapaciteit van de NSO was bedoeld om informatie over en uit het buitenland te verzamelen, in de eerste plaats over klassieke militaire zaken en over terrorisme, zoals de netwerken van Al Qaida. De afluistermogelijkheden konden ook worden ingezet in het kader van de voorbereiding en de uitvoering van crisisbeheersingsoperaties.
De NSO bleek eind 2012 voor de MIVD 1,8 miljoen metadata te hebben verzameld "in het kader van terrorismebestrijding en militaire operaties in het buitenland" en deze te hebben gedeeld met de Verenigde Staten. Het getal van 1,8 miljoen was in oktober 2013, in het kader van de Snowden-onthullingen, naar voren gekomen uit een grafiek, waarvan de media aanvankelijk berichtten dat die betrekking had op Nederlandse telefoongesprekken die door de Amerikaanse NSA zouden zijn onderschept. Ook minister van Binnenlandse Zaken Plasterk verkeerde in die veronderstelling, maar moest daar in februari 2014 noodgedwongen publiekelijk op terugkomen, waardoor zijn positie in gevaar kwam.

## Fusie
Per 15 juni 2014 is de NSO opgegaan in een nieuwe organisatie genaamd Joint Sigint Cyber Unit (JSCU). De oprichting daarvan werd sinds 2012 voorbereid door een gezamenlijk team van AIVD en MIVD onder de naam Project Symbolon. De JSCU is gericht op het afweren van zogeheten cyberaanvallen en het afluisteren van radio- en satellietverkeer. Hierbij zal nauw worden samengewerkt met de afluisterdiensten van buitenlandse bondgenoten.
Met betrekking tot de wettelijke basis van de nieuwe organisatie wordt door de commissie Dessens onderzocht of en in hoeverre de huidige Wet op de inlichtingen- en veiligheidsdiensten 2002 (Wiv) dient te worden gewijzigd. Hierin wordt in principe alleen het afluisteren van niet-kabelgebonden communicatie toegestaan, aangezien ten tijde van het opstellen van deze wet al het international verkeer op zeker moment via draadloze verbindingen verliep.